# Jacques Désautels
Pour les articles homonymes, voir Desautels.
Jacques Désautels est un didacticien et chercheur québécois né en 1943.  Il s'est distingué notamment par ses travaux sur la didactique des sciences.  Jacques Désautels est professeur émérite de l'Université Laval.